# 에밀 크라프트
에밀 헨리 크리스토페르 크라프트(Henry Kristoffer Krafth, 1994년 8월 2일 ~ )는 스웨덴의 축구 선수이다. 현재 뉴캐슬 유나이티드와 스웨덴 축구 국가대표팀에서 풀백으로 뛰고 있다.